# Dennis Brown
Dennis Emmanuel Brown (1 de fevereiro de 1957 - 1 de julho de 1999) foi um cantor de reggae jamaicano. Ao longo de sua carreira, gravou mais de 75 álbuns e foi um dos pioneiros do Lover rock, um sub-gênero do reggae.
Bob Marley certa vez declarou Brown como seu cantor favorito, e o apelidou de "O Príncipe do Reggae".
Dennis Brown sofria por ter apenas um pulmão, morreu em 1 de Julho de 1999, aos 47 anos, de pneumonia. Ele deixou uma esposa e 13 filhos.

## Carreira
Começou sua carreira musical aos 12 anos de idade e quando atingiu 12 anos, ele tornou-se membro do grupo "Bryon Lee e the Dragonaires". Uma visita ao Studio One, com a idade de 12 resultou em seus primeiros hits, os singles "No Man Is an Island" e "If I Follow My Heart".
Em uma carreira que durou 3 décadas, Dennis trabalhou com muitos dos principais nomes do reggae, começando com Coxon Dodd no Studio One, passando a trabalhar com artistas e produtores, tais como Winston (Niney) Holness, Joe Gibbs, Derrick Harriott, Herman Chin - Loy, Sidney Crooks, Prince Buster, Randy, Phil Pratt e GG Ranglin entre outros como Clive Hunt e Willie Lindo, Errol Thompson, Sly & Robbie, Gussie Clarke, Tad Dawkins, Trevor Bow, Bunny Lee e Delroy Wright.
Na década de 1990, Dennis trabalhou com astros como Junior Reid, Michael Bennett, e quem pode esquecer os lados lendário corte com Big Youth volta na década de 1970.
Depois lançou o hit "Money in My Pocket" nas paradas pop da Inglaterra, durante o final dos anos 70, mudou-se para Londres e lá permaneceu por muitos anos. Isto resultou em muitos hits e um contrato com a A & M Records. Em 1994 ele foi indicado para um Grammy com o álbum "Light My Fire". Dennis Brown morreu em 1 de julho de 1999 de complicações respiratórias por causa de uma pneumonia quando estava internado no Hospital Universitário de West Indies.
Durante o seu funeral, uma multidão de 10.000 pessoas passaram pelo caixão. Mais tarde, seus fãs assistiram a uma homenagem na arena nacional, que incluiu performances de Maxi Priest e Shaggy, bem como uma apresentação de seus cinco filhos.
O Primeiro-ministro jamaicano Patterson liderou os elogios, enquanto Dennis Brown tornou-se o terceiro artista, depois de Bob Marley e Peter Tosh a ser enterrado como Herói Nacional.